# Amel-sur-l'Étang
Amel-sur-l'Étang è un comune francese di 176 abitanti situato nel dipartimento della Mosa nella regione del Grand Est.

## Società

### Evoluzione demografica
Abitanti censiti